# 布丽塔·恩斯特
布麗塔·恩斯特（德語：Britta Ernst，1961年2月23日—），德國政治人物，隸屬德國社會民主黨（SPD）。她曾擔任勃蘭登堡州與石勒蘇益格-荷爾斯泰因州的教育部長，並於2021年擔任德國文化部長聯席會議主席。恩斯特以推動教育公平、職業教育與數位學習政策著稱，長期參與聯邦各州教育政策協調。她亦為德國第九任聯邦總理奧拉夫·朔爾茨之配偶。

## 經歷
布麗塔·恩斯特於1961年2月23日出生在漢堡，在當地完成學業後，進入漢堡大學主修政治學。她於1984年加入社會民主黨，自此投身政治領域。
早年，她曾在多個政策機構任職，包括擔任石勒蘇益格-荷爾斯泰因州社會部和內政部的專員，也曾在州議會黨團工作，累積地方行政與教育政策經驗。
2014年6月，恩斯特獲任為石勒蘇益格-荷爾斯泰因州學校與職業教育部部長，任內致力於推動課程改革與職業教育體系調整，重視學校與職場之間的銜接。2017年，她轉任勃蘭登堡州教育、青年與體育部部長，推動校園數位化、托育資源強化及教師人力政策等議題，並參與各州間的教育協調事務。
2021年，她擔任德國文化部長聯席會議主席，負責協調各聯邦州教育政策，並代表該機構出席全國層級的教育事務討論。
2023年4月，恩斯特宣布辭去勃蘭登堡州教育部長職務，原因與政策走向及內部分歧有關。
她的另一個公開身份，是前德國總理奧拉夫·朔爾茨的配偶。在2021年至2025年期間，她以總理配偶身份出席多場官方活動與國際會議。